# Gustavo Gutiérrez Merino
Pour les articles homonymes, voir Gutiérrez, Merino et Díaz.
Gutiérrez-Merino  Díaz est un nom espagnol. Le premier nom de famille, en général paternel, est Gutiérrez-Merino ; le second, en général maternel, souvent omis, est Díaz.
Gustavo Gutiérrez-Merino Díaz, OP, né le 8 juin 1928 à Lima au Pérou où il meurt le 22 octobre 2024, est un prêtre, philosophe et théologien péruvien.
Il est l'un des pères de la théologie de la libération, un courant plaçant la défense des opprimés au cœur du message de l’Église. Il devient religieux dominicain en 1998.

## Biographie
Né le 8 juin 1928 à Lima dans un milieu modeste, est atteint à l’adolescence d’ostéomyélite, ce qui le contraint à rester souvent alité et l’amène à lire beaucoup, notamment Pascal, l’Histoire du Christ de Giovanni Papini, ainsi que les psychiatres Karl Jaspers et Honorio Delgado. Rétabli, il commence à étudier la médecine et la philosophie dans l’idée de devenir psychiatre.
Membre du mouvement universitaire catholique, il décide, à 24 ans, de devenir prêtre. Il est envoyé par son évêque étudier la philosophie et la psychologie à l'université catholique de Louvain, en Belgique, puis la théologie à l'université catholique de Lyon, en France. Il est marqué durant ses études par la lecture d’un court opus, Les Pauvres de Yahvé, écrit par le père Albert Gelin en 1953.  En 1959, il est ordonné prêtre.
Rentré au Pérou, où il accepte la charge de vicaire d'une paroisse d'un quartier pauvre de Lima, il revoit et reconstruit toute sa théologie à partir du peuple simple qu'il côtoie quotidiennement. Il s'investit auprès des plus pauvres tout en donnant des cours à l'université pontificale au Pérou et dans un grand nombre d'universités européennes et nord-américaines.
Il participe au concile Vatican II (1962-1965).

### Apôtre de la théologie de la libération
Ainsi se développe sa réflexion qui se structure et s'articule dans un livre considéré comme la pierre de touche de la théologie de la libération : en 1971, Gustavo Gutiérrez Merino publie sa Teología de la liberación qui sera rapidement traduit en une vingtaine de langues. À ce titre, il est considéré comme l'un des fondateurs de la Théologie de la libération, élaborant une pensée fondée sur la solidarité avec les plus pauvres, la justice sociale, la paix dans le monde et la dignité humaine. Dès lors, il n'a de cesse d'encourager les instances ecclésiales à s'engager dans un combat pour plus de justice sociale, et à développer la spiritualité de l'option préférentielle pour les pauvres.
Si son livre est le premier grand traité théologique sur le sujet, le mouvement comme tel, sous son influence et avec le soutien de nombreux évêques latino-américains imprégnés de l'esprit du concile Vatican II, progresse rapidement au point d'occuper largement les débats de la conférence  de  Medellín en 1968 pour faire passer dans la vie de l'Église les décrets du concile récemment conclu. Cette théologie de la libération (avec sa praxis), grâce surtout à la place centrale qu'elle donne au peuple de Dieu, est perçue comme répondant aux attentes du concile et est adoptée par la CELAM afin de lutter contre la pauvreté, et revitaliser les communautés ecclésiales du vaste continent sud-américain. Les évêques locaux y dénoncent la « violence institutionnalisée » des régimes dictatoriaux du continent et affichent leur soutien à l’« option préférentielle pour les pauvres », soit l’inscription des opprimés et des plus démunis au cœur du message de l’Église.
En 1976, Gutierrez se rend à la première « rencontre de théologiens du Tiers-Monde », à Dar-Es-Salaam en Tanzanie, où ses idées seront accueillies avec un certain enthousiasme. Ses thèses sont en revanche mal reçues par le Vatican. Gustavo Gutiérrez n'a subi aucune sanction officielle de la part de Rome, contrairement à d’autres théologiennes et théologiens de la libération, mais fut convoqué en 1984 au Vatican pour s’expliquer de ses écrits.
La théologie de la libération s’est principalement répandue dans le clergé de l’Amérique latine, celle-ci étant divisée par de profondes inégalités et soumise à de violents régimes militaires au cours des décennies 1960, 1970 et 1980. Les militants de la théologie de la libération ont participé activement à la résistance contre ces dictatures. Le courant eut une influence dans plusieurs combats politiques, le clergé s'engageant dans le soutien à la révolution sandiniste au Nicaragua (1979) et aux révolutionnaires pendant la guerre civile au Salvador (1979-1992).
Le 29 mai 1985, Gutierrez soutient une thèse de doctorat en théologie à l'université catholique de Lyon "sur l'ensemble de ses travaux". Le jury était composé de : Gérard Defois  (recteur de l'université), Henri Bourgeois (doyen de la Faculté de théologie), Maurice Jourjon (doyen honoraire), Christian Duquoc (directeur de thèse et dominicain), Jean Delorme, Bernard Sesboué (professeur de l'institut catholique de Paris, membre de la Commission internationale de théologie), et Vincent Cosmao (membre du Conseil pontifical Justice et Paix). Le jury lui a adressé la mention « Très honorable »".
Gutierrez a aussi recherché dans certaines figures historiques de l’Église une tradition pluriséculaire à laquelle arrimer sa conception libératrice de la foi. Jésus, en tant que défenseur des plus fragiles dans les Évangiles et solidaire de leur souffrance dans la crucifixion, est érigé en modèle. Il consacra par ailleurs un livre au missionnaire dominicain Bartolomé de Las Casas, qui dénonça la brutalité de la colonisation espagnole et défendit la dignité des indigènes d’Amérique au XVe siècle
En 1998 (il a 70 ans), il entre chez les dominicains et effectue son noviciat au Couvent du Saint-Nom-de-Jésus de Lyon (France). En 2001, il fait ses premiers vœux, et en 2004, fait sa profession solennelle d'engagement définitif dans l'Ordre dominicain. Il retourne ensuite au Pérou.  Gutiérrez continuera d’écrire et de militer en faveur des opprimés, élargissant aussi ses prises de position à de nouveaux combats, tels que la place des femmes ou la défense des peuples autochtones.
Le pape François, dans une lettre hommage adressée à Gutiérrez en 2018 pour ses 90 ans, a salué son « amour préférentiel pour les pauvres et les exclus de la société ». François l'avait par ailleurs reçu au Vatican en 2023, quelques mois après son élection, scellant ainsi la réconciliation entre la théologie de la libération et la hiérarchie catholique.

### Mort
Gustavo Gutiérrez Merino meurt le 22 octobre 2024 à Lima.
Ses obsèques ont été célébrées le jeudi 24 octobre, en la basilique du Très Saint Rosaire de Lima, suivie de l'inhumation au cimetière El Angel de la ville.

## Distinctions
- Chevalier de la Légion d'honneur (1993[10])
- 1998 : il est fait docteur honoris causa de la Faculté de théologie[11] de Fribourg en Suisse
- 2003 : il reçoit le prix Princesse des Asturies.
- 2009 : le Maître de l'ordre des prêcheurs, le T.R.P. Carlos Azpiros Costa, op, l'institue Maître en Sacrée Théologie après que, dans une lettre datée du 17 septembre 2004, le cardinal Ratzinger, préfet de la Congrégation pour la Doctrine de la Foi, rend « grâce au Très-Haut pour la conclusion satisfaisante du chemin de clarification et d'approfondissement de son œuvre »[12],[13].
- 2014 : Prix Capri San Michele[14]

## Œuvres
- Réinventer le visage de l'Église, Cerf, Paris, 1972.
- Essai pour une théologie de la libération, Profac, Paris, 1972.
- Théologie de la libération, Lumen Vitae, Bruxelles, 1974.
- La force historique des pauvres, Cerf, Paris, 1986.
- La libération par la foi, boire à son propre puits, Cerf, 1985.
- Le Dieu de la Vie, Cerf , 1986.
- Job, parler de Dieu à partir de la souffrance des innocents, Cerf , 1987.
- Dieu ou l'or des Indes Occidentales, Cerf , 1992.